# سدمين
السِّدمين هو جنس من الخنافس التي تنتمي إلى فصيلة خنفساء رواغة.